# A sangue freddo (album)
A sangue freddo è il secondo album della band italiana Il Teatro degli Orrori, pubblicato il 30 ottobre 2009 da La Tempesta.

## Descrizione
L'album è stato pubblicato dall'etichetta discografica La Tempesta e distribuito dalla Universal dal 30 ottobre 2009. Il disco è stato registrato presso le Officine Meccaniche di Mauro Pagani a Milano.
La traccia che ha dato il titolo al disco è dedicata al poeta e attivista nigeriano Ken Saro-Wiwa, ucciso nel 1995.
In questo disco emergono soprattutto tra le canzoni più ispirate Padre Nostro, dedicata dal gruppo a Cristo, ritenuto un personaggio rivoluzionario, e Majakovskij, una rilettura della poesia All'amato se stesso dedica queste righe l'autore del poeta russo Vladimir Vladimirovič Majakovskij.

## Accoglienza
| Recensione       | Giudizio     |
| ---------------- | ------------ |
| Ondarock         | 7.5/10       |
| Rockit           | Primascelta! |
| Sentireascoltare | 8/10         |

L'album ha ricevuto recensioni positive da parte della critica specializzata.
In particolare, nei commenti sono frequenti i paragoni con il precedente lavoro della band: Sandro Giorello di Rockit definisce A sangue freddo come "meno grezzo e immediato" rispetto a Dell'impero delle tenebre, Gianni Candellari per Ondarock afferma che l'album "lascia da parte il folle impeto noise per un più ragionato [...] furore rock" ed Ercole Gentile di Rockol descrive il disco come "caratterizzato [...] da chitarre meno violente dell'esordio, ma sempre graffianti".
Il successo però, viene ottenuto anche grazie ai contenuti narrativi (con le citazioni già citate, che vanno da Majakovskij al Padre nostro), che vengono apprezzati da un pubblico trasversale e che consacra il Teatro come una delle band più importanti del rock italiano.
L'album è presente nella classifica dei 100 dischi italiani più belli di sempre secondo Rolling Stone Italia alla posizione numero 30.

## Promozione
Da questo disco vengono estratti tre singoli: A sangue freddo, Direzioni diverse (videoclip entrambi realizzati per la regia di Jacopo Rondinelli) e È colpa mia (videoclip curato da Annapaola Martin e contenente immagini e backstage del tour).

## Tracce

### CD
(La Tempesta 325913000208 / EAN 3259130002089)
1. Io ti aspetto – 3:57
2. Due – 2:45
3. A sangue freddo – 2:58
4. Mai dire mai – 3:44
5. Direzioni diverse – 3:42
6. Il terzo mondo – 3:11
7. Padre nostro – 4:12
8. Majakovskij – 5:32
9. Alt! – 3:40
10. È colpa mia – 5:28
11. La vita è breve – 3:34
12. Die Zeit – 10:52

### 2 LP
Lato A
1. È colpa mia – 5:28
2. Due – 2:45
3. A sangue freddo – 2:58
4. Per nessuno – 3:18

Lato B
1. Mai dire mai – 3:44
2. Direzioni diverse – 3:42
3. Il terzo mondo – 3:11
4. Padre nostro – 4:12

Lato C
1. Majakovskij – 5:32
2. Alt! – 3:40
3. La vita è breve – 3:34

Lato D
1. Io ti aspetto – 3:57
2. Die Zeit – 10:52

## Formazione
- Pierpaolo Capovilla - voce
- Gionata Mirai - chitarra
- Giulio Favero - basso
- Francesco Valente - batteria

Altri musicisti
- Jacopo Battaglia (ex ZU) - batteria in Die Zeit
- Giovanni Ferlig (Aucan) - chitarra HD6X in La vita è breve
- Angelo Maria Santisi - violoncello in Io ti aspetto e Alt!
- Nicola Manzan - violino in Io ti aspetto e Alt!
- Francesca Gaiotto - pianoforte in Alt!
- Paola Segnana - pianoforte in Io ti aspetto
- Richard Tiso - basso in Die Zeit
- Elena Grazi - moog in Alt!
- Robert Tiso - bicchieri musicali in Die Zeit e Io ti aspetto
- Sir Bob (The Bloody Beetroots) - produzione in Direzioni diverse